# Go (álbum de Motion City Soundtrack)
Go es el quinto álbum de estudio de la banda estadounidense de punk pop Motion City Soundtrack. El álbum fue lanzado el 12 de junio de 2012 en Estados Unidos por Epitaph Records y el sello propio de la banda, The Boombox Generation. Anteriormente, el grupo había lanzado su debut con una importante discográfica, My Dinosaur Life (2010), con Columbia; la banda se separó del sello debido a la floja acogida comercial del disco. Después de esto, la banda regresó a su hogar en Minneapolis, Minnesota, con el productor y viejo amigo Ackerson. La banda entró en un estudio local y grabó su siguiente trabajo con su propio tiempo y recursos. La banda grabó Go sin sello discográfico, y se encargó de pagar la mezcla y masterización, y posteriormente de negociar con distribuidores.
El líder Justin Pierre compuso la letra de Go, que trata sobre la mortalidad, el envejecimiento y aprender a vivir el momento. El tono reflexivo incluye temas como la procrastinación, la falta de comunicación en las relaciones y el optimismo, pero también luchas personales como la muerte de seres queridos. Muchas canciones de Go se desarrollaron a lo largo de los años, y varias datan de los primeros álbumes de estudio de la banda. Musicalmente, el álbum conserva el sonido pop rock característico de la banda, basado en Moog, con un mayor énfasis en la experimentación electrónica. Tras la grabación del álbum, la banda inició conversaciones con Epitaph Records, donde firmaron de 2003 a 2008. Las conversaciones con el fundador del sello, Brett Gurewitz, llevaron a la banda a renovar con Epitaph, que coeditó Go junto con su propio sello, The Boombox Generation. 
Go recibió críticas mixtas de la crítica musical contemporánea y alcanzó el puesto número ocho en la lista de Álbumes Independientes de Billboard. «True Romance» fue el sencillo principal del álbum e incluyó un videoclip único que evocaba la obra de Spike Jonze.

## Lista de canciones
1. "Circuits and Wires" – 3:07
2. "True Romance" – 3:21
3. "Son of a Gun" – 3:20
4. "Timelines" – 4:04
5. "Everyone Will Die" – 2:46
6. "The Coma Kid" – 3:30
7. "Boxelder" – 3:20
8. "The Worst Is Yet to Come" – 3:56
9. "Bad Idea" – 3:04
10. "Happy Anniversary" – 4:17
11. "Floating Down the River" – 3:09

Edición de lujo
1. "Bottom Feeder" – 3:21
2. "Give Up/Give In" – 3:39
3. "Alcohol Eyes" – 2:57

## Posicionamiento en lista
| Lista (2012)                            | Posición |
| --------------------------------------- | -------- |
| Australia (ARIA)                        | 84       |
| Estados Unidos (Top Alternative Albums) | 8        |
| Estados Unidos (Independent Albums)     | 8        |
| Estados Unidos (Top Rock Albums)        | 21       |
| Estados Unidos (Billboard 200)          | 46       |